# 滑肉門穴
滑肉門穴是属于足陽明胃經的腧穴。

## 定位
臍中直上1寸（水分穴），旁開2寸。或天樞穴直上1寸。

## 主治
癲狂、嘔吐、腹脹、腹瀉等。

## 操作
直刺0.5～0.8寸；可灸。